# Zeugen der Zerstörung
Zeugen der Zerstörung ist eine literaturhistorische Studie von Volker Hage zum Thema Luftkrieg und Literatur.

## Entstehung
Das 2003 publizierte Buch steht im Zusammenhang mit der TV-Dokumentation Tabu Vergeltung – Die Literaten und der Luftkrieg, die von Spiegel-TV produziert und am 28. März 2000 vom ZDF ausgestrahlt wurde. Die aus Anlass dieser Dokumentation vom damaligen Spiegel-Redakteur Volker Hage durchgeführten Autoreninterviews sind im zweiten Teil von Zeugen der Zerstörung vollständig abgedruckt; im ersten Teil gibt Hage einen ausführlichen literaturhistorischen Überblick. Angeregt wurden Film und Buch nicht zuletzt durch die Einlassungen des Schriftstellers und Literaturwissenschaftlers W. G. Sebald, dessen 1999 veröffentlichte Studie Luftkrieg und Literatur der Frage nachgeht, ob sich die deutsche Literatur ausreichend und angemessen mit dem Thema der alliierten Flächenbombardements im Zweiten Weltkrieg auseinandergesetzt hat. 2008 erschien eine aktualisierte Taschenbuchausgabe von Zeugen der Zerstörung.

## Inhalt
Im ersten Teil „Der Luftkrieg in der deutschen Literatur“ wird der Bogen von frühen Äußerungen der im Exil lebenden Schriftsteller Thomas Mann (im Jahr 1942) und Bertolt Brecht (1943) zum Bombenkrieg gegen das Deutsche Reich bis hin zu der Debatte um die erstmals 1997 vorgetragenen Thesen Sebalds gespannt; auch die literarische Befassung mit dem Thema in der Zeit nach der Wende kommt zur Sprache. Der zweite Teil „Erinnerungen an die Bombennächte“ umfasst elf Gespräche mit Schriftstellern, vornehmlich solchen, die als Kinder oder Jugendliche von den Ereignissen unmittelbar betroffen waren. Besonders eindringlich und ergiebig befragt wurden Wolf Biermann, Dieter Forte und Walter Kempowski. Andere Schriftsteller, die hier von ihren Erfahrungen und vom schwierigen Umgang mit dem Thema berichten, sind Rolf Hochhuth, Alexander Kluge, Monika Maron, Gerhard Roth sowie der holländische Autor Harry Mulisch und der Amerikaner Kurt Vonnegut. Auch der Kritiker und Holocaust-Überlebende Marcel Reich-Ranicki kommt zu Wort. Schließlich begründet Sebald im Gespräch noch einmal seine Thesen, die in Zeugen der Zerstörung insgesamt einer kritischen Prüfung unterzogen werden. Hages Fazit lautet: „Die Lücke, die nicht nur von Sebald empfunden worden war, ist weniger eine der Produktion als der Rezeption – es sind viele Romane und Erzählungen über den Luftkrieg publiziert worden, doch sie fielen schnell und gründlich dem Vergessen anheim, wenn sie überhaupt zur Kenntnis genommen wurden.“
Am Beispiel der Stadt Hamburg belegt Volker Hage zudem mit einer von ihm herausgegebenen Textanthologie Hamburg 1943 (2003) die Fülle der literarischen Zeugnisse zum Hamburger Feuersturm, der im Juli 1943 von alliierten Bomben entfacht wurde.

## Rezeption
Zeugen der Zerstörung wurde als materialreiche Antwort auf Sebalds Thesen und Widerlegung wesentlicher Teile von Luftkrieg und Literatur betrachtet. Jörg Friedrich, dessen Buch Der Brand (2002) ein Bestseller war, schrieb: „Hage macht im ersten Teil seines Buches eine staunenswerte Menge verschollener Romane namhaft, die das Bodengeschehen im Bombardement wiedergeben. Eine ähnliche Liste haben die Militärhistoriker nicht zu Stande gebracht.“ In der Zeit hieß es: „Noch eindrucksvoller ist der zweite Teil: Hages Interviews mit Schriftstellerinnen und Schriftstellern, die als Kinder die Bombardierung der Städte erlebten.“ Ähnlich Friedrich: „Biermann steht am Beginn einer Serie von Interviews, die der kundige Spiegel-Literaturchef mit Schriftstellern geführt hat, die als Kinder dem Strafgericht entronnen sind. Der Leser stößt hier auf Sätze, die er vielleicht nie wieder loswird.“ Christoph Vormweg erkannte ein Verdienst Hages darin, „das Thema ohne jede akademische Drögheit“ ausgeleuchtet zu haben. „Mehr noch: er schreibt – zitatreich wie beklemmend – eine ganz eigene, von ihrem Weltkriegs-Trauma perspektivierte Literaturgeschichte der Bundesrepublik.“
Auch von wissenschaftlicher Seite wurde Zeugen der Zerstörung rezipiert und im Unterricht eingesetzt. Einzelne Kapitel und Interviews sind verschiedentlich nachgedruckt und übersetzt worden. Video-Aufzeichnungen der in Zeugen der Zerstörung abgedruckten Gespräche befinden sich im Volker-Hage-Archiv der Berliner Akademie der Künste.

## Ausgaben
- Volker Hage: Zeugen der Zerstörung. Die Literaten und der Luftkrieg. S. Fischer Verlag, Frankfurt am Main 2003, ISBN 3-10-028901-3.
- Volker Hage: Zeugen der Zerstörung. Die Literaten und der Luftkrieg. Fischer Taschenbuchverlag, Frankfurt am Main 2008, ISBN 978-3-596-16035-8.